# Carl Magnus von Schellendorff
Carl Magnus Freiherr von Schellendorff, auch Karl Magnus Freiherr von Schellendorf (* 25. Januar 1562 in Königsbrück; † 12. Februar 1621) war ein deutscher Standesherr.

## Leben
Carl Magnus Freiherr von Schellendorff, Herr auf Königsbrück, Kunau (Konin Żagański), Saatz (Żaków) und Halbau (Iłowa), sowie Pfandherr der Herrschaft Klitschdorf (Kliczków) und Lipschau (Luboszów) wurde als Sohn des Kaiserlichen Kriegsrates Christoph von Schellendorf und dessen Frau Barbara von Nostitz geboren.
Im Alter von 21 Jahren übernahm Carl Magnus die Geschäfte seines verstorbenen Vaters. Am 17. Februar 1586 heiratete er Helena von Rechenberg-Klitzschdorf. Aus dieser Ehe ging Sohn Christoph hervor und die beiden im Kindesalter verstorbenen Töchter Helene und Eleonore.
Durch Zukauf des Gutes Großgrabe mit vier Halbhüfnern von Wiednitz erweiterte er im Jahr 1587 seine Besitztümer. 1593 setzte ihn Kaiser Rudolf II. als Lehensherr auf Halbau ein. Im selben Jahr verlor von Schellendorff seine erste Ehefrau Helena.
1594 begleitete Freiherr von Schellendorff den Kaiser in dessen Gefolge zur Teilnahme am Reichstag in Regensburg. In den Jahren 1594/1595 war die Aufwertung der Evangelischen Pfarrkirche St. Bartolomaei in Kunau mit Westturm und Portal eine seiner Aufgaben.
Die zweite Ehefrau war die elf Jahre jüngere Margarethe Katharina von Schönfeldt. Sie heirateten 1596 und hatten 8 gemeinsame Kinder, Wolf, Siegmund (1633 im Kriegsdienst gefallen), Conrad (im kaiserlichen Kriegsdienst 1634 bei Liegnitz gefallen), Catharine, Margarethe, Elisabeth, Christiane (1609 gestorben) und Maria Barbara. Sohn Wolf August Carl kam 1598 in Königsbrück zu Welt.
Als wichtige Persönlichkeit hatte Freiherr Carl Magnus von Schellendorff zahlreiche öffentliche Aufgaben. Die kaum Gewinn bringende Zollgerechtigkeit der Dresdner Brücke in Königsbrück verkaufte er 1599 an Kaiser Rudolf II. Von ihm erhielt er am 5. März das Diplom zum böhmischen Freiherrenstand. 1605 bestätigte er die Innung der Töpfer in Königsbrück. 1612 wurde von Schellendorf die Ehre zuteil, als Truchsess mit dem König Matthias von Ungarn und Böhmen nach Frankfurt am Main zu dessen Krönung zum Kaiser zu begleiten.
Den Beginn des Dreißigjährigen Krieges 1618 erlebte der Freiherr noch, ebenso wie die Hochzeit seiner Tochter Elisabeth 1619 mit Johann Wolfgang (Hans Wolf) Freiherrn von Rechenberg auf Klitzschdorf und Primkenau (Przemków). Doch schon 1620 lieh sich Johann Wolfgang Freiherr von Rechenberg 80.000 Reichstaler bei seinem Schwiegervater und verpfändete ihm dafür die Herrschaft Klitzschdorf und Primkenau. Die Rückzahlung konnte Freiherr von Schellendorf nicht mehr erleben. Er starb 1621 und wurde 59 Jahre alt.